# Craniospermum
- Commons
- Wikispecies

Craniospermum é um gênero de plantas pertencente à família Boraginaceae.